# Banabhatta
Banabhatta (också känd som Bana) född cirka 585, död cirka 650, var en indisk författare.
Bana har skrivit två av de mest kända prosaverken på sanskrit.